# Bernard Goumou
Bernard Goumou (Abidjã, 2 de outubro de 1960) é um político guineense e antigo primeiro-ministro da Guiné entre 2022 e 2024, nomeado após o então primeiro-ministro interino Mohamed Béavogui ficar indisponível por motivos de saúde. Sua nomeação foi anunciada na televisão nacional.
Antes de entrar na política, Goumou atuou como diretor administrativo da Lanala Assurance a partir de 2017. Goumou foi nomeado Ministro do Comércio, Indústria e Pequenas e Médias Empresas no governo transitório de Béavogui em 27 de outubro de 2021.